# Blog
Un blog (cuvânt provenit de la expresia engleză web log = jurnal pe Internet) este o publicație web (un text scris) care conține articole periodice sau și actualizate neîntrerupt ce au de obicei un caracter personal. Ca regulă, actualizarea blog-urilor constă în adăugiri de texte noi, asemenea unui jurnal, toate contribuțiile fiind afișate în ordine cronologică inversă (cele mai noi apar imediat, sus, la vedere). Acest gen de publicații web sunt în principiu accesibile publicului larg, însă unele pot fi contra cost.
Termenul de "blog" a apărut în anul 1997, când John Berger și-a denumit propriul site "weblog".
Dacă la început blog-urile erau actualizate manual, cu timpul au apărut „unelte” (programe și metode) care să automatizeze acest proces. Utilizarea unui astfel de software bazat pe browser-e Internet este acum un aspect obișnuit al blogging-ului.
Există mai multe platforme pentru blog-uri, de exemplu: Wordpress (cea mai cunoscută și folosită platformă de blogging), Blogspot, Blogger ș.a.
Scopul blog-urilor variază foarte mult, de la jurnale personale și până la „armele” publicitare ale campaniilor politice, ale programelor media sau ale diverselor companii comerciale. De asemenea, ele variază și în funcție de autor - de la unul singur la o comunitate întreagă. Blogurile pot constitui și o sursă importantă de venituri pentru cei care le administrează, prin publicarea de reclame (banner publicitar) sau advertoriale.
Multe blog-uri permit vizitatorilor lor să răspundă prin comentarii, care sunt și ele publice, creându-se astfel o comunitate de cititori centrată în jurul blog-ului; alte blog-uri nu sunt interactive.
Totalitatea blog-urilor și a autorilor de blog-uri a fost denumită „blogosferă”. Vezi, de exemplu, blogosfera românească și cea moldovenească. Pe lângă asta, blog-urile constituie una din numeroasele fațete ale fenomenului numit Web 2.0.

## Statistici
În februarie 2006 în întreaga lume existau aproximativ 27,2 milioane de blog-uri,
față de 8 milioane în august 2005.
În iulie 2011 numărul de blog-uri la nivel global ajunsese la 164 milioane.
Din acestea, 29 % erau din Uniunea Europeană și 49 % din SUA.

## În România
În anul 2012, în România existau aproximativ 12.000 de bloguri active, iar industria blogosferei din România a atras, în 2011, peste 600.000 de euro.
În februarie 2019, numărul total de bloguri din România era de 96.431, dintre care 6.273 active (cu cel puțin un articol în ultimele 30 de zile).